# Gare d'Ennis
La gare d'Ennis (en anglais : Ennis railway station) est la gare ferroviaire d'Ennis dans le comté de Clare en Irlande.

## Histoire
La station est ouverte en 1859.